# Croci in Carelia
Croci in Carelia (Tuntematon sotilas, lett. "Milite ignoto") è un romanzo di guerra dello scrittore finlandese Väinö Linna del 1954. D'ispirazione autobiografica, il libro segue i soldati di un reparto mitraglieri dell'esercito finlandese stanziati in Carelia orientale durante la guerra di continuazione contro l'Unione Sovietica (1941–44).
Terzo romanzo dello scrittore e primo a raggiungere il successo, è considerato la sua magnum opus e una delle opere più importanti della letteratura finlandese novecentesca.

## Trama
Nel giugno del 1941, un reparto mitraglieri dell'esercito finlandese viene trasferito al confine con l'Unione Sovietica in preparazione all'invasione della stessa. Tra loro c'è l'idealista di buona famiglia Kariluoto, l'affabile Koskela, il cinico Lehto, di genitori operai, il clown del plotone Vanhala, il pragmatico Rokka, dai nervi d'acciaio, l'apatico Hietanen e il comunista Lahtinen, che vive controvoglia la guerra contro l'URSS. Durante il primo attacco contro le posizioni sovietiche, perdono il capitano Kaarna, che viene rimpiazzato dal marziale tenente Lammio come comandante del reparto. I soldati assaltano una linea di bunker sovietici su un crinale e fermano un attacco di mezzi corazzati. Lehto, abbandonato durante una manovra di fiancheggiamento, si suicida. I soldati avanzano nella Carelia orientale, oltrepassando il vecchio confine perduto nel 1940, il che li spinge a discutere sulle giustificazione per l'invasione. Nell'ottobre 1941, arrivano nella Petrozavodsk occupata e saccheggiata, dove interagiscono con la gente del posto. Due uomini del reparto vengono giustiziati dopo essersi rifiutati di eseguire l'ordine di respingere un attacco invernale sovietico lungo il fiume Svir', durante il quale Lahtinen rimane ucciso mentre cerca di portare via la sua mitragliatrice Maxim M/32-33 e Rokka si distingue tendendo un'imboscata a unità nemica di 50 uomini con una Suomi KP-31. La guerra si arena e diventa di trincea. Mentre i soldati si ubriacano di kilju in occasione del compleanno di Carl Gustaf Emil Mannerheim, una recluta viene uccisa da un cecchino dopo che ha incautamente alzato la testa sopra la trincea, e Rokka che cattura un capitano nemico durante un'incursione sovietica notturna nelle trincee finlandesi. Nell'estate del 1944, l'offensiva Vyborg-Petrozavodsk fa registrare le numerose perdite al reparto. Compresa la futilità della difesa a oltranza, i soldati abbandonano le mitragliatrici in un lago e fanno per ritirarsi, ma il tenente colonnello Karjula giustizia uno di loro, il soldato Viirilä, e li costringe a riprendere posizione. Koskela muore distruggendo un carro armato sovietico con una carica satchel e Hietanen perde un occhio a causa di un colpo di artiglieria, per poi morire quando la sua ambulanza viene colpita. Asumaniemi, un giovane soldato semplice, è l'ultimo a morire durante l'ultimo contrattacco del reparto. La guerra termina con un cessate il fuoco nel settembre del 1944 e i soldati che escono dalle trincee al suono del cessare dell'artiglieria sovietica. I sopravvissuti ascoltano i primi annunci radiofonici dell'armistizio di Mosca.

## Il romanzo
Croci in Carelia è stato descritto come il primo romanzo finlandese a fornire una rappresentazione realistica della guerra di continuazione, a partire dalla caratterizzazione dei personaggi. Nelle parole dell'autore, l'intento del romanzo era di «spogliare la guerra della gloria e restituirla invece ai soldati, coloro che ne avevano sopportato il peso». I suoi personaggi rappresentano il contrario dell'archetipo del soldato patriottico "nobile d'animo, ma privo di volontà propria" che aveva dominato la letteratura finlandese dall'Ottocento, come ad esempio nel poema epico di Johan Ludvig Runeberg Fänrik Ståls Sägner.
Per quanto Linna si sia ispirato alle proprie esperienze nel Jalkaväkirykmentti 8 dell'esercito finlandese durante la guerra, è riconosciuto che le vicende del romanzo rimangano prevalententemente frutto della fantasia dell'autore.
Al 2017, ne erano state vendute oltre 800 000 copie.

## Adattamenti
Il film ha avuto un adattamento cinematografico nel 1955, distribuito in Italia come Il soldato sconosciuto, di notevole e duraturo successo in patria. È stato trasposto altre due volte al cinema, nel 1985 e nel 2017: dalla versione del 2017 è stata tratta una miniserie televisiva.
Ne sono state realizzate anche diverse riduzioni teatrali, la prima nel 1964 al Pyynikin kesäteatteri di Tampere per la regia di Edvin Laine, che già aveva diretto Il soldato sconosciuto.

## Edizioni italiane
- Croci in Carelia, traduzione di Mario Merlini, Milano, Garzanti, 1956, ISBN 2019021103513.